# Sh2-57
Sh2-57 est une petite nébuleuse en émission visible dans la constellation de l'Écu.
Elle est située dans la partie ouest de la constellation, à environ 1° à ouest-sud-ouest de l'étoile α Scuti. Elle s'étend pendant 2 minutes d'arc en direction d'une région de la Voie lactée fortement obscurcie par de denses nuages de poussière. La période la plus propice à son observation dans le ciel du soir se situe entre juin et novembre. N'étant qu'à 9° de l'équateur céleste, on peut l'observer indistinctement depuis toutes les régions peuplées de la Terre.
Il s'agit d'une petite région H II située sur le bord extérieur du Bras du Sagittaire à une distance d'environ 1 500 pc (∼4 890 al), à environ 200 pc (∼652 al) de l'association OB Écu OB3. Le responsable de l'ionisation de ses gaz serait BD-8 4623, une géante bleue de classe spectrale B0.5III et d'une magnitude apparente de 10,5. A l'intérieur, il y aurait des phénomènes actifs de formation d'étoiles, comme en témoigne la présence d'une source d'ondes radio située aux coordonnées galactiques l = 22,86 ; b = +00,68. À une courte distance angulaire se trouve la nébuleuse Sh2-58, située cependant à une distance beaucoup plus grande, dont elle semble séparée de la nébuleuse sombre LDN 446.